# Solana de los Barros
Solana de los Barros es un municipio español, perteneciente a la provincia de Badajoz (comunidad autónoma de Extremadura).

## Situación
Se sitúa en el borde septentrional de la comarca de Tierra de Barros, en el camino de Almendralejo, ocupando una colina sobre la orilla izquierda del río Guadajira a cuyo acusado seno se acoge. Pertenece al partido judicial de Almendralejo.
Además del núcleo principal existen dos pedanías: Cortegana y Retamal, muy próximas entre sí, situadas entre Corte de Peleas y Solana de los Barros, de la que dependen administrativamente.

## Historia
La historia de Solana de los Barros es la historia de un pueblo pacense caracterizado por unas circunstancias vitales muy particulares. Situado el enclave en un lugar de fácil acceso, en la ribera del río Guadajira, posee pocas defensas naturales que ha hecho que, a lo largo de su historia, haya sufrido los avatares propios de las continuas luchas con los vecinos portugueses.
Son escasos los documentos históricos que prueban la cronología de esta villa pero podemos considerar los siguientes argumentos: 
A poca distancia de la romana “Emérita Augusta” (30 km aproximadamente), en el paraje conocido con el nombre de “Los Castillejos” (3 km del actual pueblo)  existe una considerable cantidad de restos arqueológicos que prueban la existencia de “villas rústicas” pertenecientes probablemente a ilustres y “eméritos” pobladores de Mérida. Conviven con estos restos, otros de carácter tardo-romanos y visigodos que hasta la actualidad no han sido excavados.
En dirección a Badajoz, el paraje conocido como “Panes Perdidos”  (7 km del actual pueblo) también está lleno de vestigios del pasado romano de la villa. Da fe de ello, el Museo Arqueológico Provincial de Badajoz.
No se tiene constancia de hechos históricos acaecidos en el pueblo en la época de la conquista árabe. Pero, no es descabellado aventurar, que la poca distancia que existía entre el importante núcleo árabe de Badajoz y el lugar, pudo haber permitido un contacto cultural directo.
El enclave fue ocupado  en la reconquista por los legendarios y enigmáticos caballeros de la Orden del Temple.
En la Baja Edad Media (siglo XIII), en 1279, el rey Alfonso X el Sabio, falla en un litigio jurisdiccional a favor del concejo y obispado de Badajoz y se le devuelve a este, “Solana conjuntamente con Olivenza y los Santos”.
En el siglo XIV nos encontramos con dos dehesas en dicho lugar: la de Solana y la de Caballeros. En esta última se ubicó una pequeñísima aldea. Es a mediados del siglo XV cuando en la dehesa de Solana se funda la villa con el mismo nombre. Este pequeño núcleo rural fue diezmado debido a la peste y otras epidemias y también a una de las guerras que hubo entre Castilla y Portugal. Debido a estas vicisitudes, el núcleo entró en franca decadencia y fue abandonado.
Es el segundo Góme Suárez de Figueroa quien impulsó la repoblación de la villa, en términos de casi una refundación. Publicó una carta-puebla mediante la cual se ofrecían propiedades gratuitas a las personas que se establecieran en el lugar. Sin embargo, la respuesta de la pobladores, fue que éstos se asentaron en un sitio equidistante entre las dos aldeas, la de Caballeros y la primera aldea de Solana. Tenemos constancia,  de que a comienzos del siglo XVI había 137 vecinos (500 hab. aproximadamente).
Las tierras ricas de la zona y la suave y llana orografía del territorio importaron mucho al Ducado de Feria. También le importaba delimitar la frontera noroccidental con respecto al rico término pacense, que amenazaba continuamente con engullir este lugar. Por este motivo, hubo muchos enfrentamientos entre estos dos contendientes.
El Condado de Feria tenía mucho interés en este rico territorio agrícola, que además era una franja de seguridad entre el mismo ducado y el agresivo vecino término de Badajoz, que continuamente intentaba expandirse por estas latitudes.
En el siglo XVI, el poeta holandés Enrique Cock alababa la bondad de esta orografía solanera con estos versos:
      “Salve madre fecunda de frutos, campiña de Solana
       a la que el sol dio nombre y en sus rayos asiduos solea,
       si primavera acuosa te dispensa la lluvia oportuna
       ningún campo hallarás que a competir con el tuyo se atreva”.
La fecha de 1554, es muy importante para la historia de este lugar. El tercer Gome Suárez de Figueroaconcede la categoría de villa a Solana al crear unas Ordenanzas, donde se recoge la organización administrativa, el cuidado de la limpieza del pueblo, la organización del mercado, la tenencia de animales domésticos, etc. (en la actualidad, el Ayuntamiento de Solana de los Barros va a hacer una edición de la misma).
El mismísimo Felipe II, en 1566, pasó por este pueblo: queda constancia de este magno acontecimiento la firma del Rey en el documento que terminaba con el pleito jurisdiccional entre Solana y la vecina Aceuchal (y la orden de Santiago), mediante el cual, Solana se independizaba de la segunda.
El siglo XVII es un siglo de decadencia (¡otra vez!) para esta villa: nos encontramos con una menguada población de unos 44 vecinos (200 habitantes) y con el gobierno del Duque de Medinaceli.  Otro documento histórico relevante aparece en 1791, con la creación de la Real Audiencia de Extremadura, con sede en Cáceres. En el interrogatorio que se hizo por toda Extremadura, Juan Antonio de Ynguanzo, recala en el pueblo para hacer un inventario del mismo: señala las dos calles que tenía el mismo, las características de las casas consistoriales, de la iglesia, de la cárcel, etc. También da fe del regidor de la villa, del cura del pueblo y de otros habitantes. Constataba este interrogatorio el corto vecindario, así como el poco ganado que había. Decía, además, que todas las tierras pertenecían al “Duque de Medina Cely”, al quien se le paga el noveno de las crías de los ganados.
El contemporáneo historiador local Isidro Díaz Peguero,  en sus estudios sobre la historia más reciente del pueblo, sostiene, basándose en testimonios de habitantes de finales del siglo XIX, que en la Guerra de la Independencia (la famosa Batalla de la Albuera sucedió a pocos km de Solana),  “entre 1808 y 1812, un destacamento francés, a su paso por Solana en busca de provisiones para proseguir su marcha, ocasionó graves destrozos y matanzas al serles denegada la ayuda solicitada”.
El censo de población de España, del Instituto Geográfico y Estadístico, nos cuenta que en 1877, el pueblo tenía una  población de 384 habitantes, lo que hace suponer un pueblo bastante despoblado.
Tras la Reconquista fue entregada a la Orden del Temple, lo que originó conflictos con la ciudad de Badajoz, que consideraba la aldea de su pertenencia. Durante las guerras hispano-portuguesas del siglo XIV resultó arrasado repetidamente, lo que dificultó su desarrollo.
A mediados del siglo XV, cuando se encontraba prácticamente abandonado, el lugar se integró en el Señorío de Feria en tiempos del segundo Gómez Suárez de Figueroa, quien impulsó su repoblación en término de refundarla casi de nuevo como aldea dependiente de la vecina y poderosa Villalba de los Barros. El siglo XVI fue el más próspero de la villa, superando el millar de vecinos.
Sin embargo, en el siglo XVII comenzó un período de decadencia, sobre todo por los daños ocasionados por la guerra de Portugal, pero también por la excesiva presión fiscal y por la emigración. En esa época la propia iglesia parroquial aparece casi destruida, celebrándose los cultos en la hoy desaparecida ermita de Los Mártires.
A la caída del Antiguo Régimen la localidad se constituye en municipio constitucional en la región de Extremadura, entonces conocido como Solana. Desde 1834 queda integrado en el partido judicial de Almendralejo. En el censo de 1842 contaba con 46 hogares y 180 vecinos.

## Demografía
Solana de los Barros cuenta con una población de 2542 habitantes (INE 2024).
| Gráfica de evolución demográfica de Solana de los Barros entre 1842 y 2021                                                                                              |
| |
| Población de derecho según los censos de población del INE. Población de hecho según los censos de población del INE.En estos censos se denominaba Solana: 1842 y 1857. |

## Monumentos
Las sucesivas reconstrucciones experimentadas por el pueblo quedan de manifiesto en la estructura regular que hoy presenta su trama edificatoria. 
Su hito más señalado es la iglesia parroquial católica bajo la advocación de Santa María Magdalena, en la archidiócesis de Mérida-Badajoz. Originaria del siglo XVI y hoy muy transformada. Su planta es de nave única con capillas entre estribos. La cabecera es poligonal con cubierta de cúpula y cimborrio ochavado. Al frente presenta torre fachada en avance con sencilla portada, sobre la que se ha dispuesto modernamente un campanario con tejadillo sobre un edículo de transición. Como remate se ha colocado un enorme Cristo de bronce con los brazos abiertos, obra de Juan de Ávalos, que compone una estampa única. 
Como bienes muebles se conservan algunos retablos de interés de los siglos XVI y XVII, la imagen de piedra de Santa María Magdalena siglo XVI y varias tallas de estos mismos siglos, al igual que algunas piezas barrocas de orfebrería de gran belleza.

## Pedanías
A día de hoy, Solana de los Barros consta de dos pedanías: Aldea de Cortegana y Aldea de Retamal. Cortegana es una pedanía que se fundó en el siglo XIX, cuando la mayoría de su territorio pertenecía al duque de Medinaceli. Se dedica principalmente a la agricultura, especialmente al cultivo de la vid y el olivo. Tiene una población de 208 habitantes según el censo de 2016. Retamal es otra pedanía que se encuentra a 9 kilómetros al oeste de Solana de los Barros. También se dedica a la agricultura. Su población es de 479 habitantes según el censo de 2016.

## Fiestas

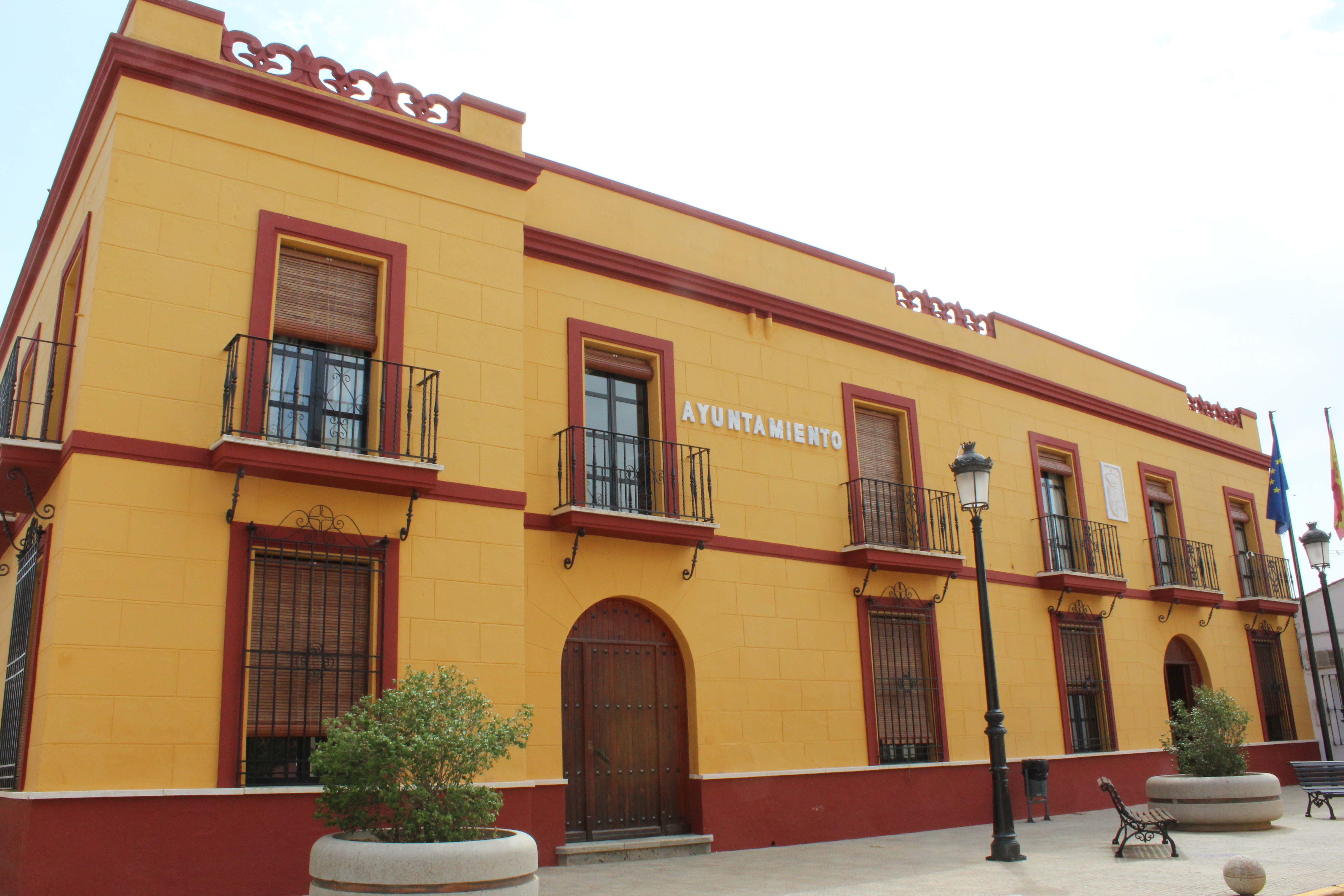
Sede del Ayuntamiento

- 3 de febrero, celebración de San Blas.
- 15 de mayo, celebración de San Isidro Labrador.
- 22 de julio, fiestas patronales en honor a su patrona Santa María Magdalena.